# Erica Pedretti
Erica Pedretti (25. února 1930, Šternberk – 14. července 2022) byla švýcarská spisovatelka, malířka a sochařka narozená v Československu.

## Život
Erica Pedretti se narodila v německé rodině v moravském Šternberku, ale většinu dětství strávila v Zábřehu. Její otec byl sice antifašista, ale rodina musela přesto po roce 1945 odejít. Usídlila se ve Švýcarsku, odkud pocházela její babička. Erica Pedretti tam vystudovala umění. V roce 2003 jí udělilo město Šternberk čestné občanství.

## Dílo
V roce 1970 začala publikovat. Ve svých literárních textech se věnuje tematice domova. Některá její díla vyšla i v češtině.

### České překlady
- Pedretti, E. Cizí domov. Brno, 2012. 62 S. ISBN 978-80-87474-64-8. Překlad: Lucy Topoľská
- Pedretti, E. Nechte být, paní Smrti. Olomouc: Votobia, 1997. 153 S. ISBN 80-7198-185-0. Překlad: Lucy Topoľská

## Ocenění
- 1984 – Cena Ingeborg Bachmannové[4]
- 1994 – Medaile Johannese Bobrowského[5]
- 1996 – Cena Marie Luise Kaschnitzové za autobiografický román Engste Heimat[6]